# 宮本康弘
宮本 康弘（みやもと やすひろ、1948年11月30日 - ）は大阪府出身のプロゴルファー。
兄の宮本省三もプロゴルファー。

## 来歴
茨木カンツリー倶楽部とは目の鼻の先にある茨木市立豊川中学校出身で、中村通・山本善隆・前田新作、後輩の井戸木鴻樹も同校出身である。
1968年6月にプロ入りし、同じ頃に売り出した中村・山本・吉川一雄と共に「関西四天王」の一人として、1973年から1979年にかけて8勝を挙げ、1977年には賞金ランキングでベスト5に入った。これからという時に内臓疾患で戦列を離れ、治って復帰すると、今度は網膜炎に見舞われるなどアクシデントが続く。1981年にはランキング51位に転落して月例競技を渡り歩く生活を4年間も余儀なくされたが、ローカルの試合でも、小まめに出場して、ゲームの勘を忘れないように努める。
1973年、ダンロップフェニックストーナメントの前身に当たる「全日空フェニックストーナメント」では、吉川と最後まで激しいデッドヒートを繰り広げ、最終日の16番で吉川に首位を奪われたが、吉川は17、18番で痛恨のボギーを叩く。宮本はそこをパーで堅実にまとめ、18番でエッジからピンに1.5mに付けパーに収め逆転優勝。通算イーブンパーでプロ入り初優勝を飾り、2位の吉川から祝福を受けた。
1975年のスポーツ振興インターナショナルでは2日目にインから出てパットで連続3バーディーを決め、7バーディー、3ボギーの68をマークし、通算7アンダー137で2位から首位に立った。3日目には前日3位から追い上げた新井規矩雄に並ばれるが、通算6アンダーの210で依然首位を保つ。最終日には2アンダー70をまとめ、通算8アンダー280で中村に2打差付け、兄弟優勝 を決める。
同年の東海クラシックでは2日目まで首位を争っていた橘田規と前田が16番で左の崖下に落として優勝争いから姿を消す中、3日目67をマークし、そのまま優勝に輝いた。
1976年の中日クラウンズでは初日に首位タイのミヤ・アエ（ ビルマ）、ビリー・ダンク（ オーストラリア）、小林富士夫から1打差の4位に着けると、3日目には青木功、デビッド・グラハム（オーストラリア）、尾崎将司・川田時志春と並んで首位を保ったアエと4打差の2位グループに着け、最終日は2位タイからスタート。15、16番で連続バーディを奪うなど6バーディ、1ボギーで、先にホールアウトしたグラハムに対し2打差を付け17番を迎えるが、寒さの中、17番ティで15分間近く待ったことでリズムが狂い、ティショットをOB。打ち直しも左バンカーに入れ、結局このホールでトリプルボギーを叩いた。18番ではピン手前8mに2オンしたが、プレーオフの望みをかけたパットが外れ、1打差で惜しくも初優勝を逃した。同年の日本シリーズでは最終日に66をマークし、村上隆と並んでの3位タイと健闘。
1977年のフジサンケイクラシックでは山本とデッドヒートを繰り広げ、アウトは共に35で、11番バーディーの山本が1打リードで最終ホールを迎えたが、山本のボギーに対して宮本が5ｍのバーディーを決め一挙に逆転。通算1アンダーで中嶋常幸、新井、青木、鈴木規夫も抑えて優勝する。
1977年の札幌とうきゅうオープンでは初日を4アンダーの3位でスタートすると、2日目には2アンダーの通算6アンダー138で首位に躍り出た。3日目には5、9、10番のバーディーで9アンダーと2位以下を大きく引き離して独走態勢に入りかけたが、強風でペースを崩す。11番右ドッグレッグのミドルホールは右の土手すれすれを越えれば後は短いアプローチを残すだけで、攻めのゴルフをしようと思い切ってスライスをかけたが、ティーショットは大きく右に切れて土手上の林へ行く。それでもフェアウェイに出してピン奥4mに3オンしたが、第1パットは意外に転がって1mオーバーし、パットの勘がぐらつく。結局11番で4パットするなど崩れて通算4アンダー212、辛くも4打差で首位を守った。最終日には2位の中嶋に1打差付けてスタートし、2、3番で連続ボギーを叩いて中嶋に逆転されたが、4番で80cmに着けて追いつき、5番はダブルボギー、6番はバーディーと中嶋と共に同じ展開で譲らなかった。。7番で左崖下に落としてボギー、9番で中嶋に見事なアプローチショットを決められて2差に開く。アウトで3オーバーと崩れかかると、距離が長くてアウトよりも難しいインでもいきなり中嶋にバーディーを取られたが、11番で奥のエッジから直接カップインして追いすがる。前日に4パットしたホールでのバーディにすっかり気を良くし、12番で3mを決め、14番で4mのパーパットを外した中嶋と並ぶ。15番で2mを沈めて一気にリードを奪うと、17番の難しいショートホールを1m半につけてバーディーとする。アウトで4バーディーと盛り返して通算5アンダー283でホールアウトし、中嶋を破る。
1977年の広島オープンでは18番でバーディーを決める通算13アンダーで尾崎将司の連覇を阻止する。
1979年には札幌とうきゅうオープンを通算8アンダーで制し同大会2勝目を挙げたほか 、同年の関西オープンでは通算5アンダーで優勝を飾り、兄弟制覇を成し遂げる。
1982年の日本アジア航空ゴルフトーナメントでは初日を吉川・陳志明&許勝三（中華民国）と並んでの2位タイでスタートし、3日目には許勝と並んでの3位タイに着け、最終日には前田と並んでの8位タイに入った。
1984年のくずは国際では鈴木規夫とシーソーゲームをやりながら、最終的にはウェイン・グラディ（オーストラリア）と並んでの2位タイに入った。
1985年はブリヂストン阿蘇オープンで高橋勝成・尾崎と並んでの7位タイ、フジサンケイクラシック6位タイ、ペプシ宇部では湯原信光・矢部昭・加瀬秀樹、デビッド・イシイ（アメリカ）と並んでの7位タイ、よみうりサッポロビールオープンでは小林と並んでの8位タイに入る。日本プロでは3日目を後半33で回って首位に並び、最終日には青木と並んでの9位タイであった。
1986年には静岡オープンで出口栄太郎・長谷川勝治・高橋と並んでの9位タイ、東北クラシックで森憲二・高橋五月・前田新作と並んでの10位タイに入ったが、東北クラシックが森・高橋と共にレギュラーツアーでの最後の十傑入りとなる。
1996年のNST新潟オープンを最後にレギュラーツアーから引退し、その後はシニアツアー入り。
1999年の日本プロシニアでは3日目に金井清一・長谷川と3人でトップに並んだにもかかわらず、崩れてしまい上野忠美に優勝をさらわれた。
2001年の日本プロシニアでは海老原清治らに5打差を付け、参加選手中で唯一、通算スコアをアンダーパーとする4アンダー284の好スコアをマークしてシニア初優勝を飾った。全国規模の大会ではレギュラー時代の1979年、札幌とうきゅうオープンで優勝して以来実に22年ぶりで、日本タイトルは32年間のプロゴルフ生活でこれが初めてであった。
2002年は10試合に出場して沖縄シニアの8位タイがベスト、2003年は8試合に出場してTVQシニアの3位がベストであった。
2004年はアデランスシニアの46位タイのみの成績と低迷し、2005年は4試合に出場してファンケルクラシック23位タイであった。

## 主な優勝

### レギュラー
- 1973年 - ダンロップフェニックス
- 1975年 - 東海クラシック、スポーツ振興インターナショナル
- 1977年 - フジサンケイクラシック、札幌とうきゅうオープン、広島オープン
- 1979年 - 札幌とうきゅうオープン、関西オープン
- 1994年 - 近畿オープン

### シニア
- 2001年 - 日本プロシニア